# رصیفه
شهر رصیفه (به عربی: الرصیفه) در استان زرقاء در کشور اردن واقع شده‌است. جمعیت این شهر ۲۲۷٫۷۳۵ نفر است.

## نگارخانه

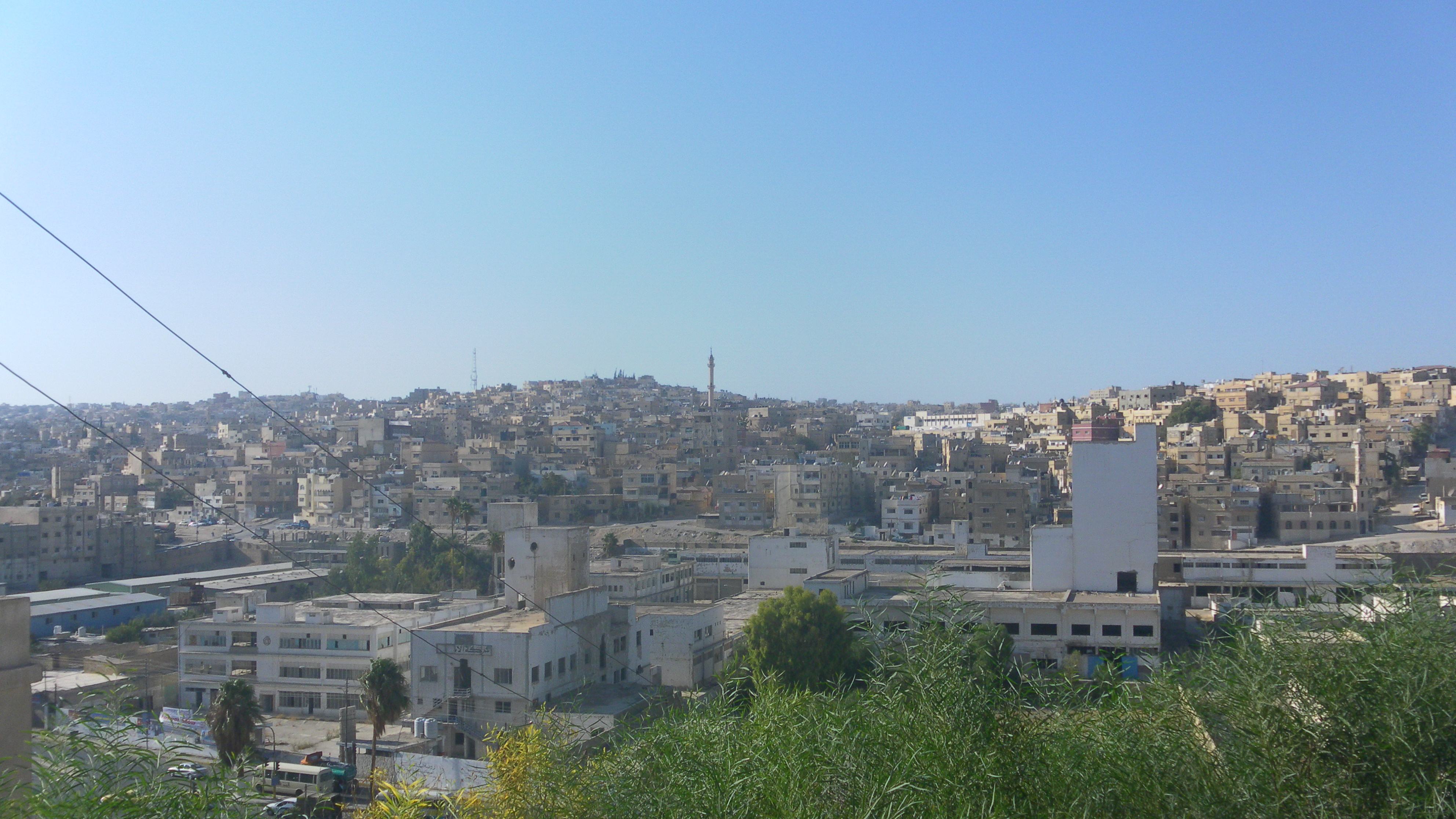
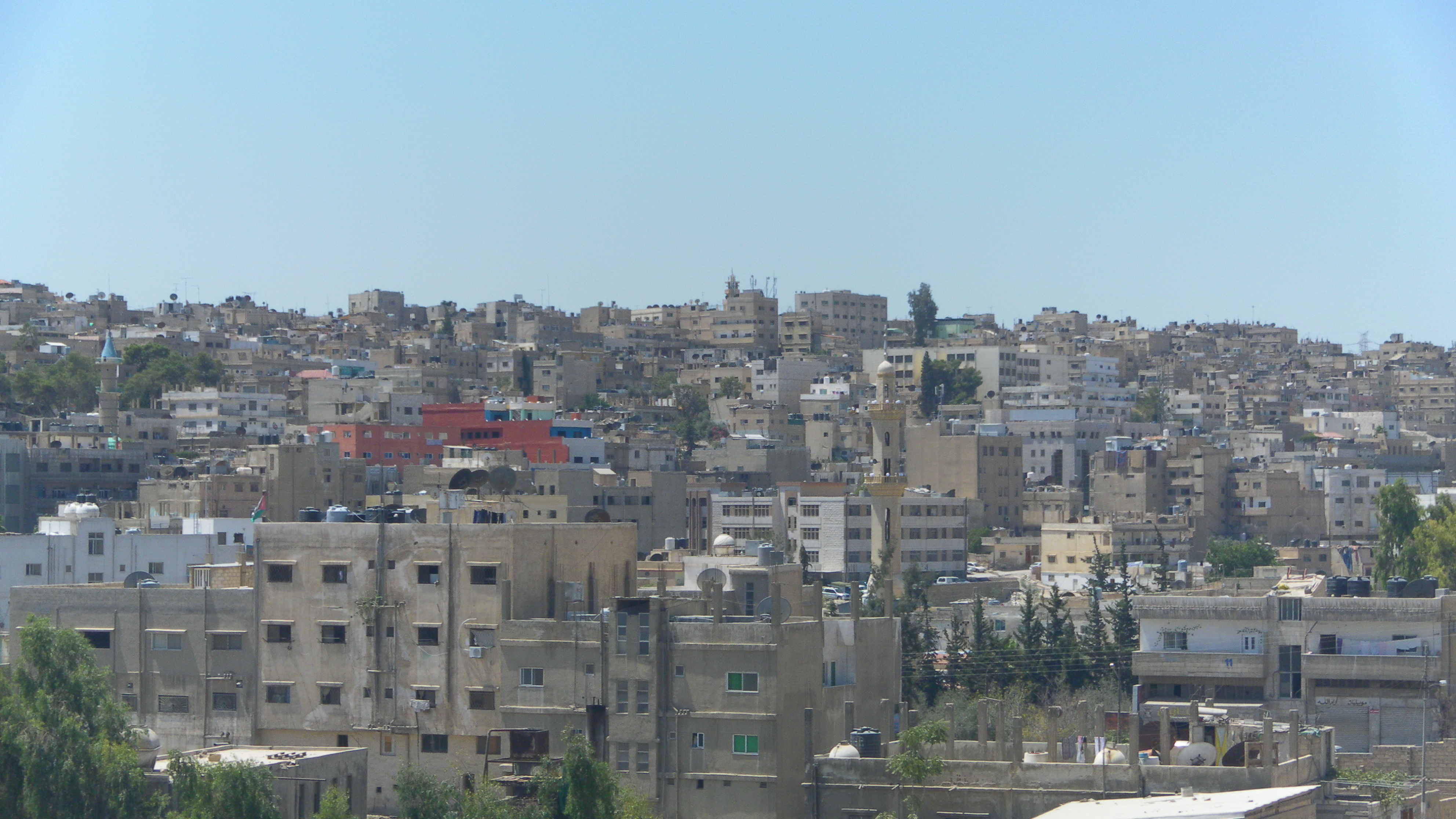
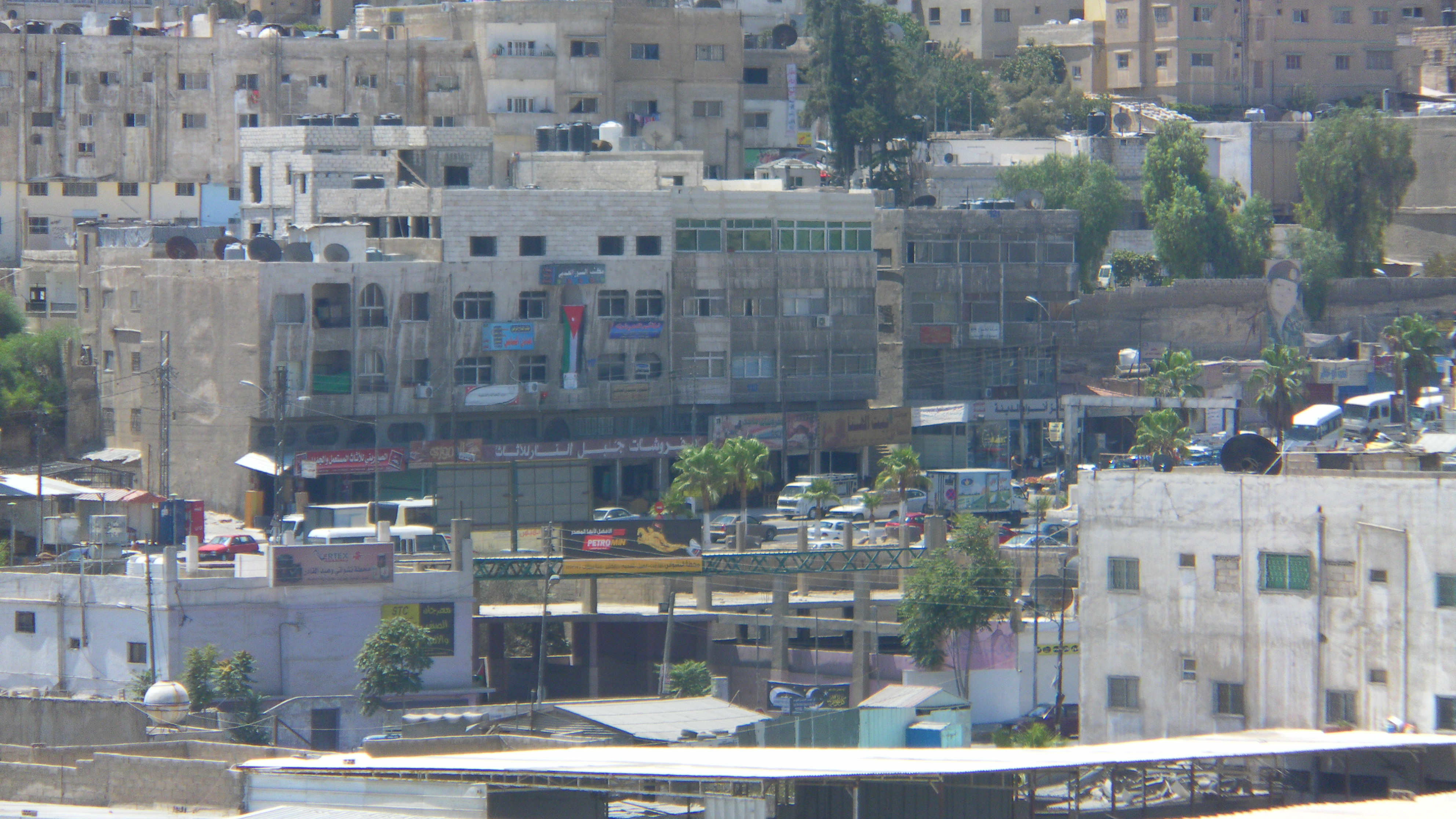
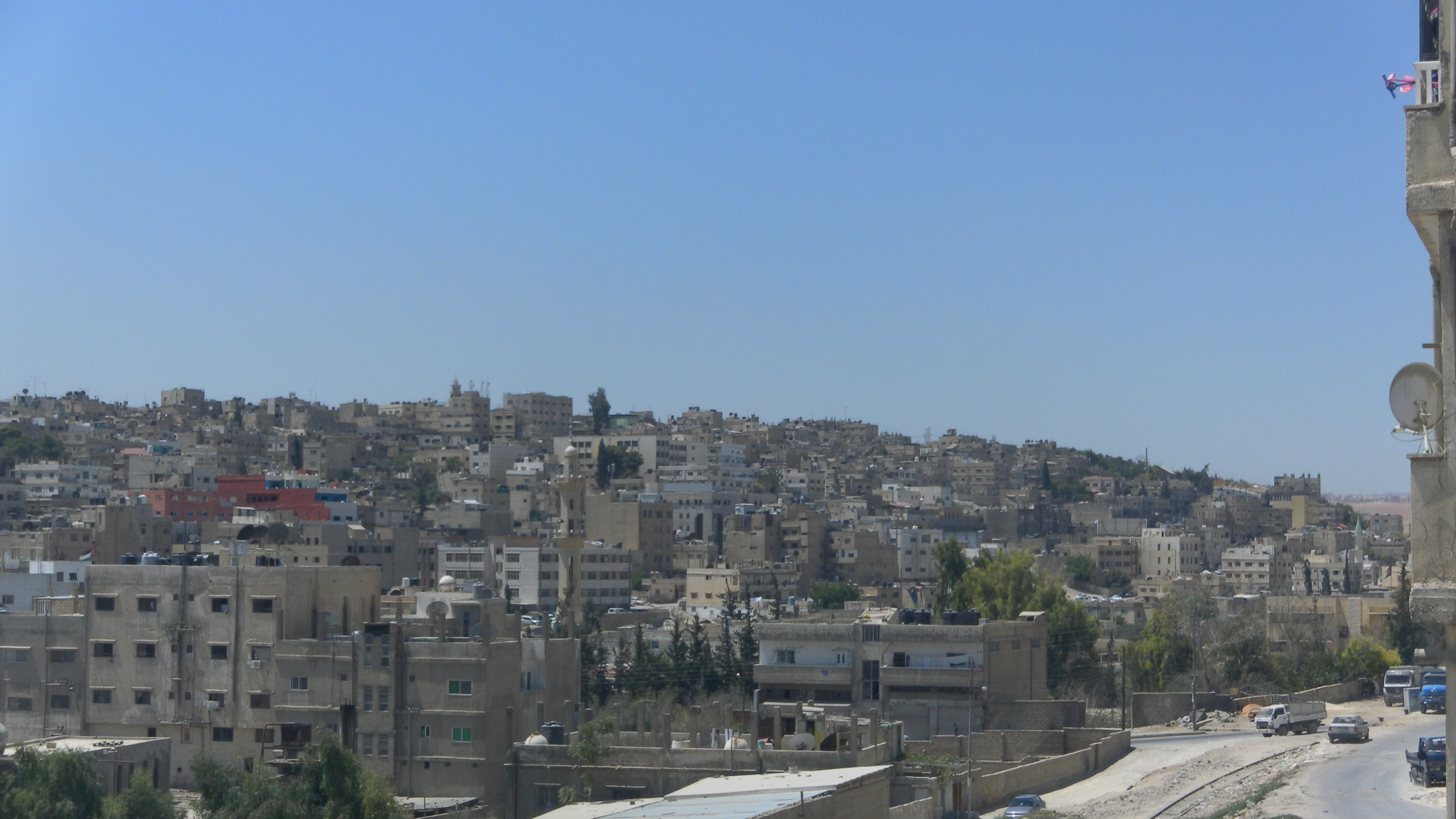
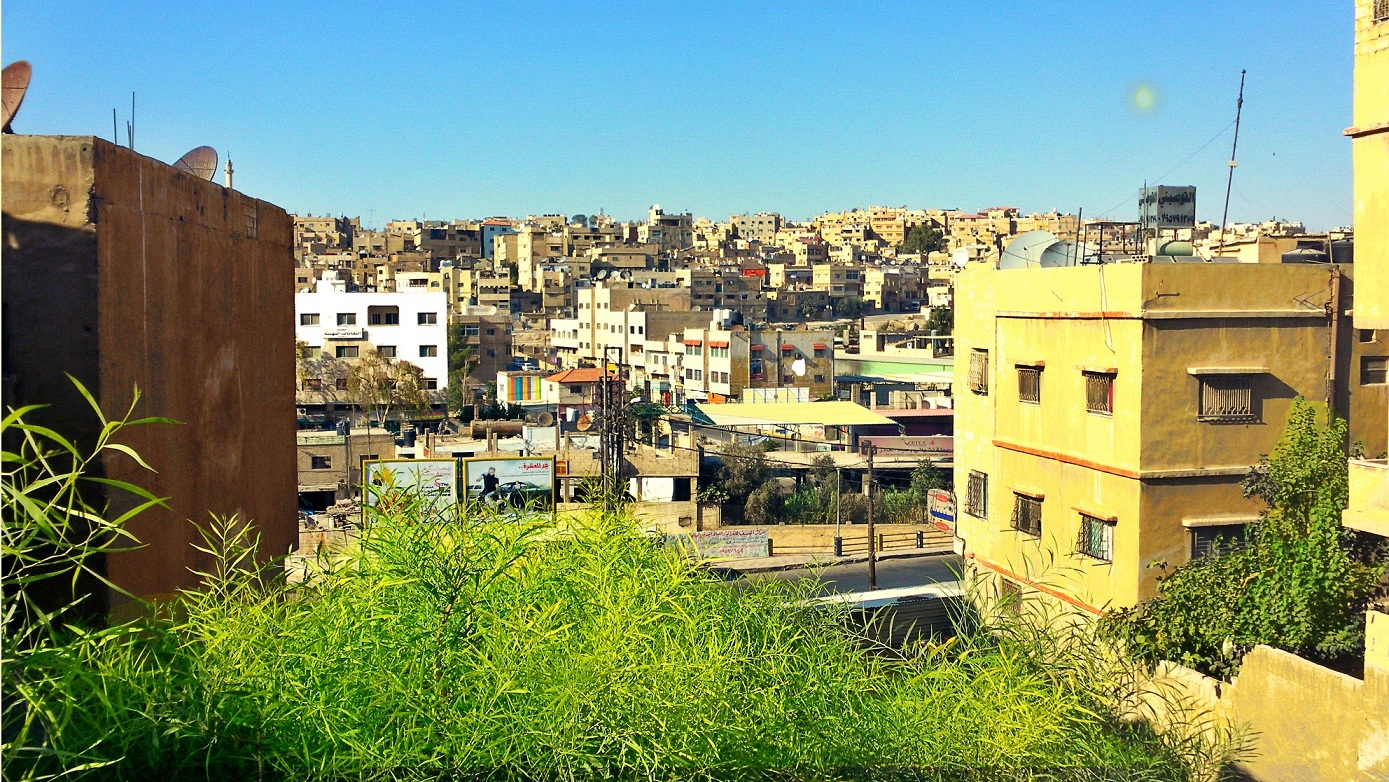